# Stephen Carpenter
Pour les articles homonymes, voir Carpenter.
 (mars 2009).
Stephen Carpenter est le guitariste et le cofondateur du groupe de metal américain Deftones.

## Biographie
Il est né le 3 août 1970 à Sacramento (Californie) et habitait dans le même quartier que Chino Moreno. Les deux adolescents étaient fans de skate, et c’est indirectement grâce à cela que Deftones vit le jour. En effet, Stephen fut renversé à 15 ans par un chauffard ivrogne alors qu’il faisait du skate. Grâce à la prime d'assurance, il put s’acheter sa première guitare. Chino raconte qu’après cela, il ne se séparait jamais de sa guitare, même pas pour faire du skate. Depuis l'accident, il porte une plaque en acier dans la jambe.
Stephen est fan de Heavy metal depuis l’enfance. Son album favori est Chaosphere du groupe Meshuggah. Pour lui c’est « l'album le plus violent que j’ai jamais entendu, de la toute première seconde à la toute dernière. Ça m’a laissé dans un état où je me demandais où j’étais resté tout ce temps. »
Il est le fondateur du groupe Deftones. Les répétitions se faisaient d'ailleurs souvent dans son garage car il y avait une batterie et il y invitait Abe Cunningham, un camarade d'école, pour jammer. Il est le membre du groupe le plus proche de Chino. Il a invité ce dernier à chanter lors d'un jam avec Cunningham et ils furent tout de suite impressionné par son talent (il chantait « comme Danzig »). À ce sujet, Chino Moreno déclare : « J'avais l'impression que j'allais réussir. Avant cela, ma vie ne tournait qu’autour du skateboard. Stephen m'avait donné un but."
En tant que fan de metal, Stephen rechigne parfois à suivre Chino quand celui-ci désire créer des morceaux plus calmes. Ils se disputèrent souvent durant l'élaboration de l'album White Pony en 2000. Il se débarrassa de sa frustration en formant l'éphémère Kush Project avec B-Real du groupe de rap Cypress Hill et deux membres du groupe de metal industriel Fear Factory. Quelques démos circulèrent sur le web mais le projet n'aboutit à rien de concret.

### Vie privée
Stephen Carpenter est divorcé et vit depuis quelques années avec Kristin Rettela.
Il est le parrain de Draven Bennington, fils de Chester Bennington.
Il fume du cannabis et milite pour sa légalisation dans l'État de Californie en jouant de temps en temps dans un collectif de Sacramento appelé The Marijuanos.
En novembre 2020, il révèle être sensible aux théories conspirationnistes, et être entre autres platiste et anti-vaccin.

## Style musical
Le jeu de guitare de Stephen est fortement influencé par Meshuggah : au niveau de l'accordage, il a tendance à descendre plus bas à chaque fois (il est presque à une octave en dessous du mi habituel), d'où son utilisation des guitares barytons et sept cordes. Il n'utilise que des guitares ESP.
Ses riffs ont également tendance à devenir de plus en plus étranges et torturés, bien qu'ils restent très simples d'un point de vue technique. Il a également recours à des power chords qui sortent de l'ordinaire. Il travaille le son de ses parties avec Frank Delgado, le DJ de Deftones, afin d'y ajouter des effets.